# 大梭蜥魚屬
大梭蜥魚屬為輻鰭魚綱仙女魚目帆蜥鱼亚目魣蜥鱼科的一属。

## 下属物种
- 大西洋大梭蜥魚(Magnisudis atlantica)
- 印度大梭蜥魚(Magnisudis indica)
- 背帶大梭蜥魚(Magnisudis prionosa)

## 擴展閱讀
維基物種上的相關：大梭蜥魚屬